# Ribeira Palma
Ribeira Palma est une localité de Sao Tomé-et-Principe située au nord-ouest de l'île de São Tomé, dans le district de Lembá, à l'est de Neves. C'est une ancienne roça.

## Population
Lors du recensement de 2012, 98 habitants y ont été dénombrés.

## Roça
Elle est située à l'intérieur des terres, dans l'une des zones les plus fertiles de l'archipel. Son débouché maritime est la roça Ribeira Palma Praia (roça-porto).